# Hymenodiscus agassizi
Hymenodiscus agassizi är en sjöstjärneart som först beskrevs av Perrier 1882.  Hymenodiscus agassizi ingår i släktet Hymenodiscus och familjen Brisingidae. Inga underarter finns listade i Catalogue of Life.